# Carlos Augusto
Carlos Augusto Zopolato Neves, noto semplicemente come Carlos Augusto (Campinas, 7 gennaio 1999), è un calciatore brasiliano, difensore o centrocampista dell'Inter.

## Biografia
È di origini italiane. Viene soprannominato l'imperatore.

## Caratteristiche tecniche
Terzino sinistro, mancino di piede, abile sia nella fase offensiva che in quella difensiva, può trovare la sua collocazione anche come esterno a tutta fascia in moduli che prevedono la difesa a tre. È anche capace di agire come centrale a sinistra in una difesa a tre. Dotato di un'ottima velocità e di un piede delicato, ha uno spiccato senso sia del gol che dell'assist, oltre ad essere abile nei movimenti senza palla.

## Carriera

### Club

#### Corinthians
Cresciuto nel settore giovanile del Corinthians, ha esordito in prima squadra il 5 agosto 2018 in occasione del match di Série A pareggiato 0-0 contro l'Athl. Paranaense. Sigla il suo primo gol con la maglia del Corinthians il 1º maggio del 2019 in occasione del match contro la Chapecoense, poi finito 1-0 per i padroni di casa.

#### Monza

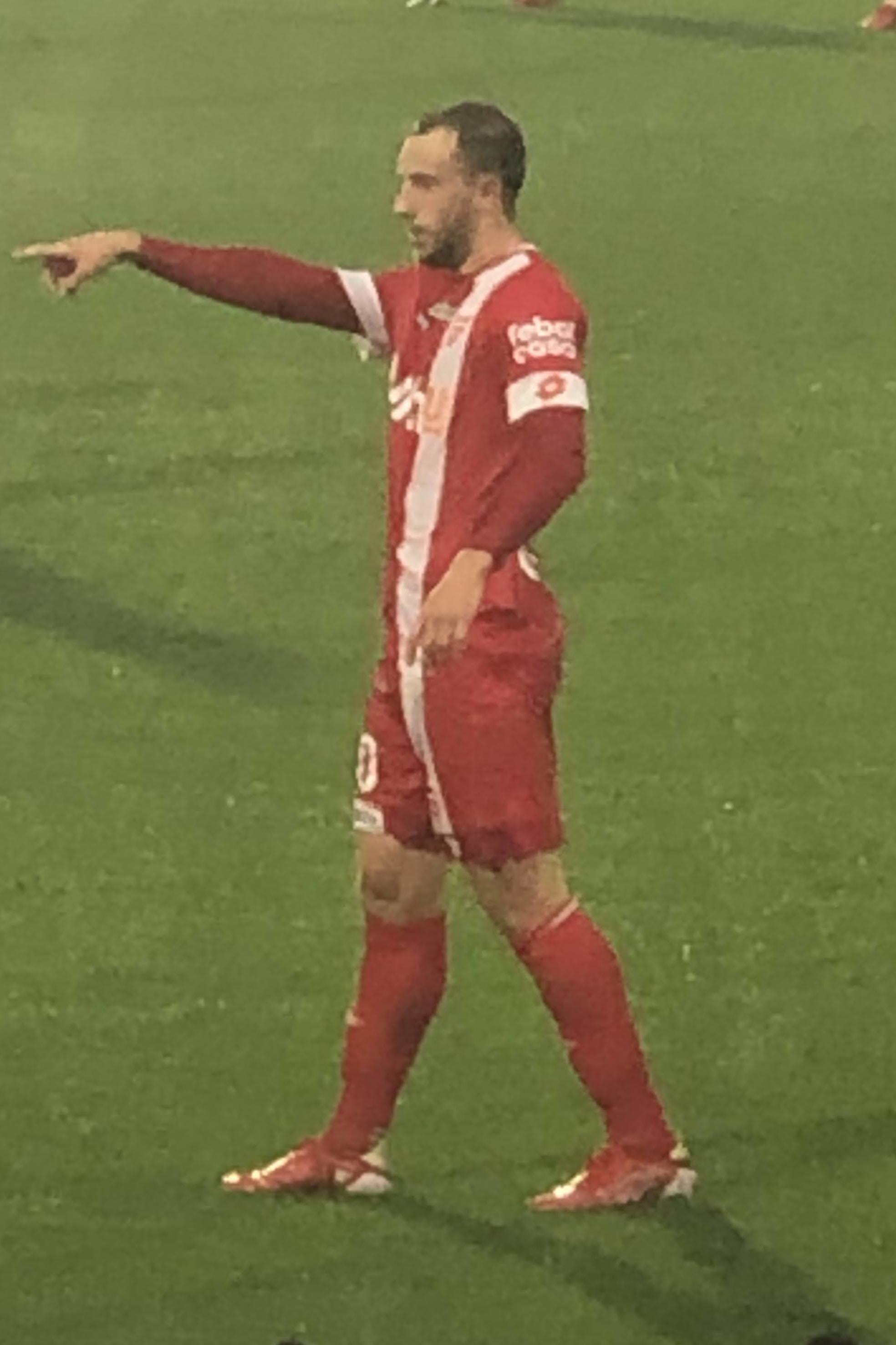
Carlos Augusto al Monza nel 2021

Il 28 agosto 2020, passa a titolo definitivo al Monza, in Serie B. Fa il suo esordio con la maglia brianzola il 7 novembre nel match casalingo vinto 2-0 contro il Frosinone. L'11 dicembre mette a segno il suo primo gol, nel successo sul campo del Venezia per 2-0. Alla sua seconda stagione con i brianzoli ottiene la promozione in Serie A al termine della stagione 2021-2022, dopo la vittoria nella finale playoff sul Pisa.
Il 13 agosto 2022 fa il suo esordio nella massima serie, nella partita casalinga col Torino, persa per 2-1. Il 9 ottobre mette a segno il suo primo gol, aprendo le marcature nel successo casalingo sullo Spezia (2-0). Chiude la stagione con 31 presenze e 6 reti tra tutte le competizioni.

#### Inter
Il 15 agosto 2023, dopo tre stagioni al Monza, passa all'Inter in prestito per 4,5 milioni di euro con obbligo di riscatto per altri 7,5 milioni in caso di qualificazione alla successiva Champions League più 4 milioni di bonus. Quattro giorni dopo fa il suo debutto in nerazzurro, subentrando a Dimarco nella vittoria di campionato contro il Monza (2-0). Il successivo 20 dicembre segna il suo primo gol in maglia interista, quello del provvisorio vantaggio contro il Bologna nei tempi supplementari degli ottavi di Coppa Italia, partita poi persa dai milanesi per 1-2. Conquista i suoi primi trofei in Italia, la Supercoppa Italiana e lo scudetto, al termine della stagione 2023-2024. Il 16 dicembre 2024 trova anche il primo gol in campionato con i meneghini, in occasione del successo per 6-0 in casa della Lazio,, ripetendosi sette giorni dopo, aprendo le marcature nel successo per 2-0 contro il Como.

### Nazionale
Nel 2019 ha partecipato con la nazionale Under-20 brasiliana al campionato sudamericano di categoria in Cile.
Il 6 ottobre 2023 viene convocato dalla nazionale maggiore, in sostituzione di Renan Lodi, per le gare di qualificazione al campionato mondiale 2026 contro il Venezuela e l'Uruguay. Undici giorni dopo fa il suo esordio con i verdeoro nella sconfitta per 2-0 contro gli uruguaiani.

## Statistiche

### Presenze e reti nei club
Statistiche aggiornate al 30 giugno 2025.
| Stagione           | Squadra            | Campionato         | Campionato | Campionato | Coppe nazionali | Coppe nazionali | Coppe nazionali | Coppe continentali | Coppe continentali | Coppe continentali | Altre coppe | Altre coppe | Altre coppe | Totale | Totale | Totale |
| Stagione           | Squadra            | Comp               | Pres       | Reti       | Comp            | Pres            | Reti            | Comp               | Pres               | Reti               | Comp        | Pres        | Reti        | Pres   | Reti   |        |
| ------------------ | ------------------ | ------------------ | ---------- | ---------- | --------------- | --------------- | --------------- | ------------------ | ------------------ | ------------------ | ----------- | ----------- | ----------- | ------ | ------ | ------ |
| 2018               | Corinthians        | A1/SP+A            | 0+7        | 0          | CB              | 0               | 0               | CL                 | 1                  | 0                  | -           | -           | -           | 8      | 0      |        |
| 2019               | Corinthians        | A1/SP+A            | 2+15       | 0+1        | CB              | 2               | 0               | CS                 | 2                  | 0                  | -           | -           | -           | 21     | 1      |        |
| 2020               | Corinthians        | A1/SP+A            | 8+0        | 0          | CB              | 0               | 0               | -                  | -                  | -                  | -           | -           | -           | 8      | 0      |        |
| Totale Corinthians | Totale Corinthians | Totale Corinthians | 10+22      | 0+1        |                 | 2               | 0               |                    | 3                  | 0                  |             | -           | -           | 37     | 1      |        |
| 2020-2021          | Monza              | B                  | 30+2       | 3          | CI              | 1               | 0               | -                  | -                  | -                  | -           | -           | -           | 33     | 3      |        |
| 2021-2022          | Monza              | B                  | 32+4       | 2          | CI              | 1               | 1               | -                  | -                  | -                  | -           | -           | -           | 37     | 3      |        |
| 2022-2023          | Monza              | A                  | 35         | 6          | CI              | 2               | 0               | -                  | -                  | -                  | -           | -           | -           | 37     | 6      |        |
| Totale Monza       | Totale Monza       | Totale Monza       | 97+6       | 11         |                 | 4               | 1               |                    | -                  | -                  |             | -           | -           | 107    | 12     |        |
| 2023-2024          | Inter              | A                  | 37         | 0          | CI              | 1               | 1               | UCL                | 7                  | 0                  | SI          | 1           | 0           | 46     | 1      |        |
| 2024-2025          | Inter              | A                  | 29         | 3          | CI              | 2               | 0               | UCL                | 13                 | 0                  | SI+Cmc      | 2+4         | 0           | 50     | 3      |        |
| Totale Inter       | Totale Inter       | Totale Inter       | 66         | 3          |                 | 3               | 1               |                    | 20                 | 0                  |             | 7           | 0           | 96     | 4      |        |
| Totale carriera    | Totale carriera    | Totale carriera    | 201        | 15         |                 | 9               | 2               |                    | 23                 | 0                  |             | 7           | 0           | 240    | 17     |        |

### Cronologia presenze e reti in nazionale
| Cronologia completa delle presenze e delle reti in nazionale ― Brasile | Cronologia completa delle presenze e delle reti in nazionale ― Brasile | Cronologia completa delle presenze e delle reti in nazionale ― Brasile | Cronologia completa delle presenze e delle reti in nazionale ― Brasile | Cronologia completa delle presenze e delle reti in nazionale ― Brasile | Cronologia completa delle presenze e delle reti in nazionale ― Brasile | Cronologia completa delle presenze e delle reti in nazionale ― Brasile | Cronologia completa delle presenze e delle reti in nazionale ― Brasile |
| Data                                                                   | Città                                                                  | In casa                                                                | Risultato                                                              | Ospiti                                                                 | Competizione                                                           | Reti                                                                   | Note                                                                   |
| ---------------------------------------------------------------------- | ---------------------------------------------------------------------- | ---------------------------------------------------------------------- | ---------------------------------------------------------------------- | ---------------------------------------------------------------------- | ---------------------------------------------------------------------- | ---------------------------------------------------------------------- | ---------------------------------------------------------------------- |
| 17-10-2023                                                             | Montevideo                                                             | Uruguay                                                                | 2 – 0                                                                  | Brasile                                                                | Qual. Mondiali 2026                                                    | -                                                                      | 73’                                                                    |
| 21-11-2023                                                             | Rio de Janeiro                                                         | Brasile                                                                | 0 – 1                                                                  | Argentina                                                              | Qual. Mondiali 2026                                                    | -                                                                      | 33’                                                                    |
| Totale                                                                 |                                                                        | Presenze                                                               | 2                                                                      |                                                                        | Reti                                                                   | 0                                                                      |                                                                        |

| Cronologia completa delle presenze e delle reti in nazionale ― Brasile under 20 | Cronologia completa delle presenze e delle reti in nazionale ― Brasile under 20 | Cronologia completa delle presenze e delle reti in nazionale ― Brasile under 20 | Cronologia completa delle presenze e delle reti in nazionale ― Brasile under 20 | Cronologia completa delle presenze e delle reti in nazionale ― Brasile under 20 | Cronologia completa delle presenze e delle reti in nazionale ― Brasile under 20 | Cronologia completa delle presenze e delle reti in nazionale ― Brasile under 20 | Cronologia completa delle presenze e delle reti in nazionale ― Brasile under 20 |
| Data                                                                            | Città                                                                           | In casa                                                                         | Risultato                                                                       | Ospiti                                                                          | Competizione                                                                    | Reti                                                                            | Note                                                                            |
| ------------------------------------------------------------------------------- | ------------------------------------------------------------------------------- | ------------------------------------------------------------------------------- | ------------------------------------------------------------------------------- | ------------------------------------------------------------------------------- | ------------------------------------------------------------------------------- | ------------------------------------------------------------------------------- | ------------------------------------------------------------------------------- |
| 19-1-2019                                                                       | Rancagua                                                                        | Colombia under 20                                                               | 0 – 0                                                                           | Brasile under 20                                                                | Sudamericano Sub-20 2019 - 1º turno                                             | -                                                                               |                                                                                 |
| 21-1-2019                                                                       | Rancagua                                                                        | Brasile under 20                                                                | 2 – 1                                                                           | Venezuela under 20                                                              | Sudamericano Sub-20 2019 - 1º turno                                             | -                                                                               |                                                                                 |
| 23-1-2019                                                                       | Rancagua                                                                        | Cile under 20                                                                   | 1 – 0                                                                           | Brasile under 20                                                                | Sudamericano Sub-20 2019 - 1º turno                                             | -                                                                               |                                                                                 |
| Totale                                                                          |                                                                                 | Presenze                                                                        | 3                                                                               |                                                                                 | Reti                                                                            | 0                                                                               |                                                                                 |

## Palmarès
- Supercoppa italiana: 1

Inter: 2023
- Campionato italiano: 1

Inter: 2023-2024